# Rainer Torres
Pour les articles homonymes, voir Torres.
Rainer Torres Salas, né le 12 janvier 1980 à Callao au Pérou, est un footballeur péruvien reconverti en entraîneur.

## Biographie

### Carrière de joueur

#### En club
Formé à l'Academia Cantolao puis au Sport Boys de Callao, Rainer Torres commence sa carrière professionnelle en Allemagne, au MSV Duisbourg, en 1999. Il y reste jusqu'en 2001 et part pour l'Autriche, au DSV Leoben, où il évolue de 2001 à 2003.
Revenu au Pérou en 2003, il s'enrôle à l'Universitario de Deportes de Lima et y fait ses débuts le 17 août face à l'Alianza Atlético de Sullana (défaite 2-0). Joueur important de l'Universitario, avec plus de 200 matchs joués pour l'institution, il remporte notamment deux titres de champion du Pérou en 2009 et 2013. Il dispute en outre trois éditions de la Copa Libertadores (2009, 2010 et 2014), soit 15 matchs joués en tout.
Un autre club important dans sa carrière est le Sporting Cristal, où il évolue de 2004 à 2007. Champion du Pérou en 2005, il dispute au sein de ce club trois éditions de la Copa Libertadores (2005, 2006 et 2007), soit 11 matchs joués en tout pour un but marqué.
En 2015, il s'octroie son quatrième championnat personnel avec le FBC Melgar d'Arequipa. Alors qu'il jouait pour le Sport Boys, le syndrome de Guillain-Barré l'oblige à mettre un terme à sa carrière en 2016, à 36 ans.

#### En équipe nationale
International péruvien à 28 reprises entre 2005 et 2010, Rainer Torres dispute les éliminatoires de la Coupe du monde en 2006 (deux matchs) et 2010 (12 matchs).

### Carrière d'entraîneur
Ayant une carrière d'entraîneur relativement courte, Rainer Torres prend les rênes du Sport Boys en août 2016 à la suite de la destitution de son prédecesseur Rivelino Carassa. Il dirige également le Sport Rosario en 2017 (intérim) et 2018.

### Vie privée
Fortement identifié à l'Universitario de Deportes, Rainer Torres est à l'origine de Embajadur Crema, un projet visant à racheter les créances du club et en assainir les finances.

## Palmarès(joueur)

### En club
| Universitario de Deportes - Championnat du Pérou (2) : - Champion : 2009 et 2013. |  | Sporting Cristal - Championnat du Pérou (1) : - Champion : 2005. |  | - FC Melgar : - Championnat du Pérou (1) : - Champion : 2015. |

### Distinctions personnelles
- Élu meilleur milieu de terrain récupérateur du championnat du Pérou en 2009[8].